# Кура-Цице
Кура-Цице — река в Краснодарском крае России. Сливаясь с рекой Сухая Цице образует реку Цице в 27 км от устья. Длина реки — 12 км. На реке расположен хутор Кура-Цеце.

## Данные водного реестра
По данным государственного водного реестра России относится к Кубанскому бассейновому округу, водохозяйственный участок реки — Пшиш. Речной бассейн реки — Кубань.
Код объекта в государственном водном реестре — 06020001212108100005232.